# 島田喜広
 島田 喜広（しまだ よしひろ、1960年12月10日  - ）は、日本のジャーナリスト、実業家、北陸放送代表取締役社長。

## 略歴・人物
富山県生まれ。1984年一橋大学社会学部卒業。同年4月、株式会社東京放送（現・株式会社TBSホールディングス）に入社。報道局ニュースカメラマンに配属し、日本航空123便墜落事故、ベルリンの壁崩壊、湾岸戦争を取材。1988年～1993年パリ支局・ロンドン特派員。1993年～ 外信部・社会部記者 ニュース番組のプロデューサー等歴任。2009年TBS報道局ニュースセンター長。2011年TBSインターナショナルプレジデント兼ニューヨーク支局長。2015年TBSテレビ情報制作局長。2018年テレパック代表取締役社長。2019年TBSテレビグループデザイン局担当局長 。2020年TBSテレビ執行役員（JNN北陸担当）、北陸放送常務取締役、新潟放送（現・BSNメディアホールディングス）、チューリップテレビ社外取締役、2024年北陸放送代表取締役社長。